# Nidhal Guiga
Nidhal Guiga (nacida el 11 de marzo de 1975) es una actriz, escritora y directora de cine tunecina.

## Carrera
Guiga tiene un doctorado en lingüística y comenzó a enseñar a nivel universitario en 2002. En 2006, escribió y dirigió la obra Une heure et demie après moi, producida por el Teatro Nacional de Túnez. En 2008 dirigió Selon Gagarine, también producida por el Teatro Nacional de Túnez. En 2012, publicó su primera novela Mathilde B., que recibió el premio Zoubeïda B'chir y comenzó a trabajar como columnista de Radio Tunis Chaîne Internationale, realizando las obras de radio Antígona y El rinoceronte. En 2013, escribió Pronto Gagarin, que fue seleccionada en el proyecto Contemporary Arab Dramaturgies. La obra se presentó en el Festival de Aviñón en 2014. 
Escribió y dirigió el cortometraje de comedia A Capella en 2014, que involucra una discusión entre un hombre y una mujer. Escribió su segunda novela, Tristesse Avenue, y la publicó en 2015. También en 2015 tradujo La vie est un songe, una obra del dramaturgo español Pedro Calderón de la Barca, al árabe tunecino.
En 2017, dirigió el cortometraje Astra, que se estrenó en el Festival Internacional de Cine de Dubái como parte de la Competencia de Cortos Muhr. Fue producido por Nomadis, y su trama gira en torno a Dali, un hombre que cuida a su hija Douja, que tiene síndrome de Down, y su aventura al parque de atracciones Astra. Astra recibió el Tanit de bronce por cortometraje de ficción en el Festival de cine de Cartago. Su cortometraje Silencio se estrenó en 2020 y examina el aislamiento social.

## Filmografía
- 2004: Nadia et Sarra (actriz, como Dalila)
- 2004: Le Prince (actriz, como Narjes)
- 2008: Treinta (actriz, como Mathilde Bourguiba)
- 2014: A Capella (Cortometraje, guionista / directora / actriz)
- 2017: Astra (Cortometraje, guionista / directora / actriz)
- 2020: Silencio (Cortometraje, directora)